# Brent Sancho
Brent Sancho (Puerto España, 13 de marzo de 1977) es un exfutbolista trinitense. Se desempeñaba en la posición de defensor y su último equipo fue el North East Stars de la TT Pro League. Integró el plantel de la Selección de Trinidad y Tobago en la Copa Mundial de Fútbol de 2006, disputada en Alemania.

## Clubes
| Equipo              | País              | Año       |
| ------------------- | ----------------- | --------- |
| Brooklyn Italians   | Estados Unidos    | 1998      |
| MyPa                | Finlandia         | 1999      |
| Tervarit            | Finlandia         | 1999      |
| Joe Public          | Trinidad y Tobago | 1999      |
| Charleston Battery  | Estados Unidos    | 2000      |
| Portland Timbers    | Estados Unidos    | 2001      |
| San Juan Jabloteh   | Estados Unidos    | 2002-2003 |
| Dundee FC           | Escocia           | 2003-2005 |
| Gillingham          | Inglaterra        | 2005-2007 |
| Millwall FC         | Inglaterra        | 2007-2008 |
| Ross County         | Escocia           | 2008      |
| Atlanta Silverbacks | Estados Unidos    | 2008      |
| North East Stars    | Trinidad y Tobago | 2008-2010 |
| Rochester Rhinos    | Estados Unidos    | 2010      |
| North East Stars    | Trinidad y Tobago | 2010      |

## Selección nacional

### Participaciones en Copas del Mundo
| Mundial                        | Sede     | Resultado    |
| ------------------------------ | -------- | ------------ |
| Copa Mundial de Fútbol de 2006 | Alemania | Primera fase |

### Participaciones en Copas de Oro
| Mundial                         | Sede           | Resultado    |
| ------------------------------- | -------------- | ------------ |
| Copa de Oro de la Concacaf 2005 | Estados Unidos | Primera fase |

- Datos: Q465603